# Aeroford Cars
Aeroford Cars war ein britischer Automobilhersteller in Bayswater in London. 1920–1925 wurde dort nur ein Modell gebaut.
Beim 20 hp handelte es sich um einen Ford Modell T, der mit einer schnittigeren Karosserie versehen worden war. Der Wagen sollte den zuverlässigen Ford für sportliche Fahrer attraktiv machen. Der Erfolg hielt sich in engen Grenzen.
1925, ein Jahr vor der Produktionseinstellung des Modells T in den USA, verschwand der Aeroford vom Markt.

## Modelle
| Modell | Bauzeitraum | Zylinder | Hubraum  | Leistung       | bei Drehzahl | Radstand |
| ------ | ----------- | -------- | -------- | -------------- | ------------ | -------- |
| 20 hp  | 1920–1925   | 4 Reihe  | 2890 cm³ | 20 bhp (15 kW) | 1800 min−1   | 2540 mm  |

## Quelle
- David Culshaw & Peter Horrobin: The Complete Catalogue of British Cars 1895–1975. Veloce Publishing plc. Dorchester (1999). ISBN 1-874105-93-6